# Vesta (planetoïde)
Vesta, officiële naam (4) Vesta, is de op twee na grootste planetoïde in de hoofdring en is tussen de 468 en 530  km in diameter. Haar grootte en haar ongewoon heldere oppervlak maken van Vesta de helderste planetoïde. Het is de enige planetoïde die onder gunstige omstandigheden met het blote oog zichtbaar is.
Ze is ontdekt door de Duitse astronoom Heinrich Wilhelm Olbers op 29 maart 1807. Hij heeft de belangrijke wiskundige Carl Friedrich Gauss de eer gegeven om de planetoïde te noemen naar Vesta, de Romeinse godin van huis en haard.
Na de ontdekking van Vesta in 1807 werden er gedurende 38 jaar geen nieuwe planetoïden ontdekt. De volgende was (5) Astraea.
In de beginjaren van het bestaan van het zonnestelsel was Vesta zo heet dat haar inwendige kon smelten. Dit heeft differentiatie van de planetoïde tot gevolg gehad. Ze heeft waarschijnlijk een lagenstructuur: een metallische ijzer-nikkelkern en een olivijnmantel daaromheen. Het oppervlak bestaat uit basaltische rots afkomstig van vroegere lavastromingen; blijkbaar is er ooit gedurende korte tijd vulkanische activiteit geweest. Daarom wordt Vesta een protoplaneet genoemd. Vesta verschilt hierdoor samen met Pallas van alle andere planetoïden en lijkt ze meer op aardse planeten die gelijkaardige geologische processen hebben ondergaan.
Niettemin is ze niet altijd de enige in haar soort geweest. Waarschijnlijk bestonden er oorspronkelijk honderden dergelijke grote protoplaneten, maar al de andere zijn aaneengegroeid tot (dwerg)planeten of opgebroken in families van kleinere planetoïden gedurende het chaotische begin. Men veronderstelt dat metallische ijzer-nikkelplanetoïden uit de kernen van dergelijke hemellichamen zijn gevormd, terwijl de rotsachtiger planetoïden uit de korsten en mantels komen.
Zelfs Vesta is na al die tijd niet meer intact. In 1996 heeft de Hubble Ruimtetelescoop een enorme krater op Vesta ontdekt. Deze is 430 km breed en mogelijk een miljard jaar oud. Er wordt vermoed dat deze krater de oorsprong is van de kleine V-type planetoïden of vestoïden die tegenwoordig worden waargenomen. In 2001 werd van zulk een planetoïde ((1929) Kollaa) bevestigd dat het ging om een stuk van Vesta. Ook werd de exacte locatie van haar vorming bepaald, diep in de korst.
Het Jarkovski-effect veroorzaakt samen met storende planeten en planetoïden een spreiding in de Vestafamilie. Sommige van de planetoïden (zoals (9969) Braille) zijn aardscheerders geworden. Kleinere fragmenten zijn zelfs op aarde terechtgekomen in de vorm van meteorieten.

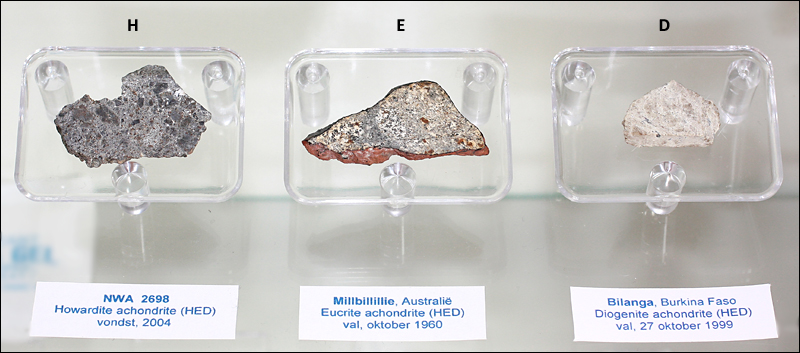
HED-meteorieten, brokstukjes van (4) Vesta

Men vermoedt dat Vesta de bron is van de HED-meteorieten: de Howardieten, Eucriten en Diogenieten. Een van de Nederlandse meteorieten, de Ellemeet uit 1925 (een Diogeniet), behoort tot deze groep. De Howardieten zijn brokstukjes van de oppervlakte-breccia van de planetoïde (een mengsel van Eucriet, Diogeniet en ander meteorietmateriaal), de Eucriten stukjes van basaltuitvloeiingen aan het oppervlak, en de Diogenieten zijn plutonisch gesteente ontstaan in magmakamers diep in de mantel van de planetoïde.
Om onze kennis over Vesta te vergroten werd de Dawn-sonde naar Vesta gestuurd. Die deed vanaf juli 2011 ruim een jaar lang onderzoek vanuit een baan om de planetoïde.

## Ontdekking
Na de ontdekking van Ceres in 1801 en Pallas in 1802, beweerde de Duitse astronoom Heinrich Wilhelm Olbers dat deze twee objecten overblijfselen zijn van een vernietigde planeet. In 1802 stuurde hij een brief over deze bewering naar de Engelse astronoom William Herschel. Volgens Olbers zouden er door de vernietiging van deze planeet nog veel meer overblijfselen ontdekt kunnen worden.
Olbers begon zijn zoektocht in 1802, en op 29 maart 1807 ontdekte hij bij toeval de planetoïde Vesta. Dit is het vierde object gevonden in de planetoïdengordel, na de planetoïde Juno, die ontdekt was in 1804. De ontdekking werd op 31 maart bekendgemaakt in een brief naar de Duitse astronoom Johann H. Schröter. Olbers gaf de wiskundige Carl Friedrich Gauss toestemming de ontdekte planetoïde te noemen naar de Romeinse god Vesta.
Na de ontdekking van Vesta werden er geen nieuwe objecten gevonden voor de komende 38 jaar. In die tijd werden Ceres, Pallas, Juno en Vesta allemaal geclassificeerd als planeet. Alle vier hadden hun eigen symbool, zoals alle andere planeten. Vesta kreeg een haard als symbool (), omdat Vesta de godin van het haardvuur is.
De eerste schattingen van de diameter van Vesta varieerden van 383 tot 444 kilometer. William H. Pickering schatte in 1879 de diameter van Vesta tussen de 500 en 530 kilometer. Zijn schatting lag het dichtst bij de werkelijke diameter. De diameter van Vesta werden gebaseerd op fotometrie (lichtmeting). In 1991 bedekte Vesta de ster SAO 93228. Door middel van observaties van 14 verschillende locaties werd de grootte van Vesta geschat op 550 x 462 km.
Vesta is de eerste planetoïde waarvan de massa is bepaald. Elke 18 jaar komt de planetoïde (197) Arete dicht bij Vesta. Door de verandering van de baan van Arete, veroorzaakt door de zwaartekracht van Vesta, kon de massa worden bepaald. Hans G. Hertz schatte de massa op (1,20 ± 0,08) x 10−10 zonnemassa. Later werden de schattingen steeds preciezer. Zo werd de massa van Vesta in 2001 geschat op (1,31 ± 0,02) x 10−10 zonnemassa door de verandering van de baan van (17) Thetis.

## Kenmerken

De eerste tien objecten van de planetoïdengordel vergeleken met de Maan. Vesta is de vierde van links.

Op Ceres na is Vesta het meest massieve object in de planetoïdengordel. Hoewel Vesta ongeveer even groot is (qua volume) als Pallas, heeft Vesta wel 25% meer massa. Dit komt door de hogere dichtheid. 
De vorm van Vesta is ongeveer bolvormig. Pas als zeker is dat dit wordt veroorzaakt door hydrostatisch evenwicht, kan Vesta mogelijk een dwergplaneet worden genoemd. Waarschijnlijk is Vesta echter te klein en is de zwaartekracht niet sterk genoeg.
Voor een planetoïde heeft Vesta een hoge rotatietijd (5,342 uur). Zo is de rotatietijd van bijvoorbeeld Pallas 7,813 uur en die van Ceres 9,074 uur.
De temperatuur aan het oppervlak van Vesta is geschat op -60°C overdag en -130 °C 's nachts. De schatting komt van 6 mei 1996. Op dat moment lag Vesta dicht bij haar perihelium (punt dichtst bij de Zon). De precieze temperatuur kan iets hoger of lager liggen dan geschat.

## Geologie

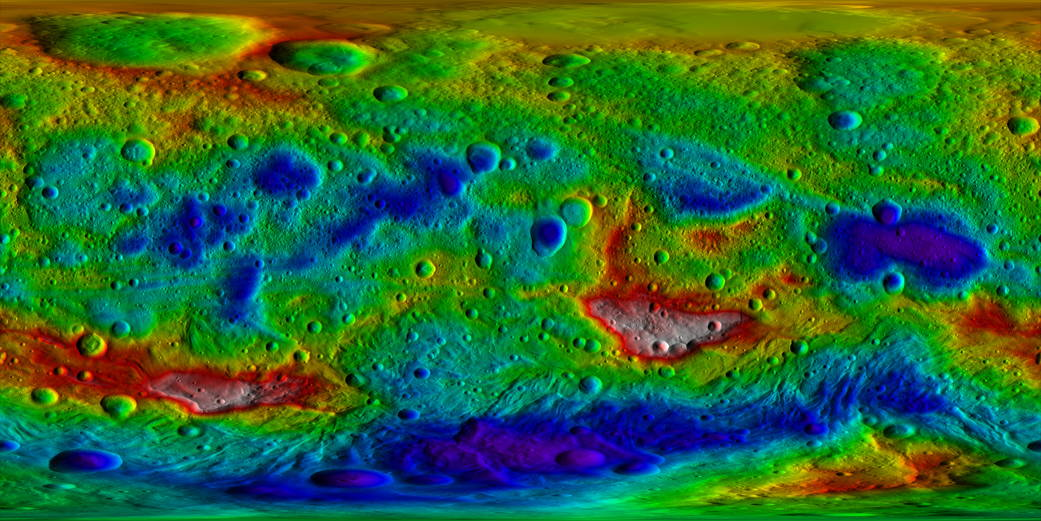
Hoogtekaart van Vesta. De foto is van de Dawn-sonde van 2013.

Een groot aantal meteorieten waarvan wordt gedacht dat deze van Vesta afkomstig zijn, zijn beschikbaar voor onderzoekers. In totaal zijn er zo'n 200 HED meteorieten van Vesta. Hierdoor heeft men inzicht over de geologische geschiedenis en de structuur van Vesta. Uit een onderzoek van de NASA Infrared Telescope Facility blijkt dat de planetoïde (237442) 1999 TA10 oorspronkelijk van Vesta afkomstig was.
Vesta heeft waarschijnlijk een kern van ijzer en nikkel, met daaromheen een rotsachtige mantel van onder andere olivijn en een korst aan de buitenkant. De korst is ongeveer tachtig kilometer dik.

## Oppervlak

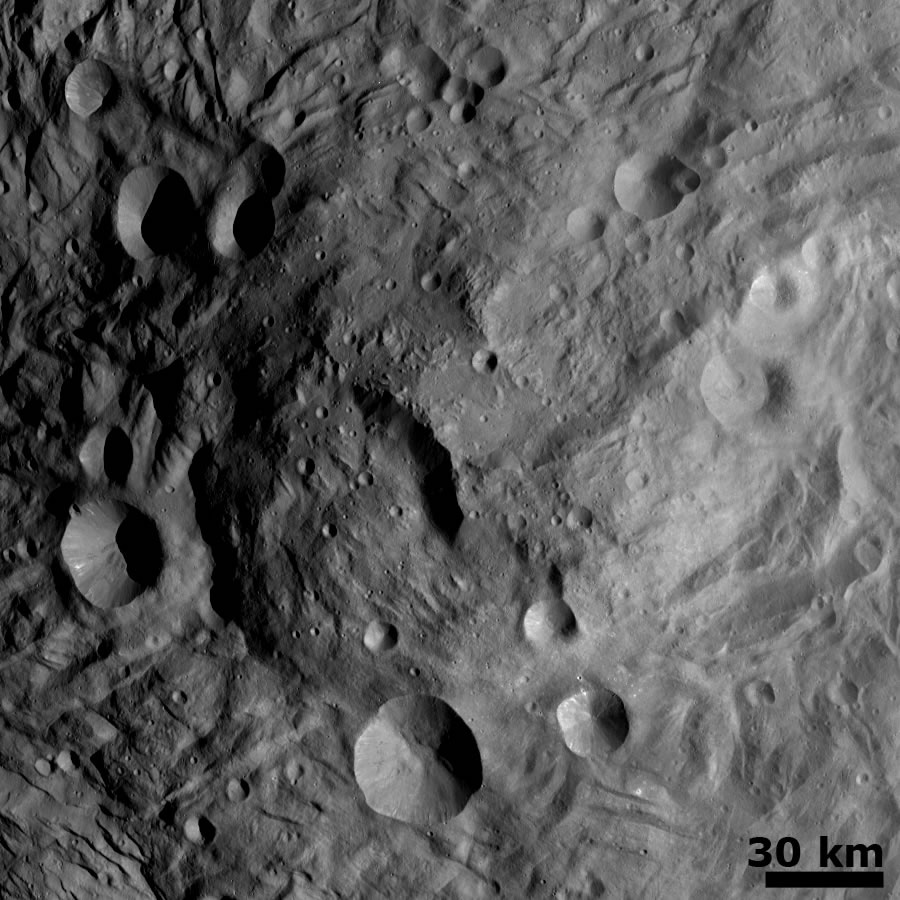
De zuidpool van Vesta (foto van Dawn, 12 augustus 2011)

Met telescopen, zoals de Hubble Space Telescope, konden sommige kenmerken aan het oppervlak worden gezien.
Het meest kenmerkende aan het oppervlak van Vesta is de enorme krater Rheasilvia met een diameter van 460 kilometer op de zuidpool. Dat is ongeveer 80 procent van de totale diameter van Vesta! De krater zelf is ongeveer dertien kilometer diep en de piek in het midden van de krater is ongeveer 19 kilometer hoger dan de rest van de krater. Rheasilvia overlapt gedeeltelijk met de iets kleinere en oudere krater Veneneia. Vesta verloor bij de inslag ongeveer 1% van haar totale volume. Waarschijnlijk zijn de V-type planetoïden zijn ontstaan uit deze inslag. Als dit zo is, dan heeft deze inslag nog minder dan een miljard jaar geleden plaatsgevonden. Er zijn namelijk V-type planetoïde groter dan tien kilometer.
Ook een aantal kleinere kraters zijn te vinden op Vesta. Verder is er ook een gebied van ongeveer tweehonderd kilometer doorsnede met een laag albedo. De oorzaak hiervan is onbekend.

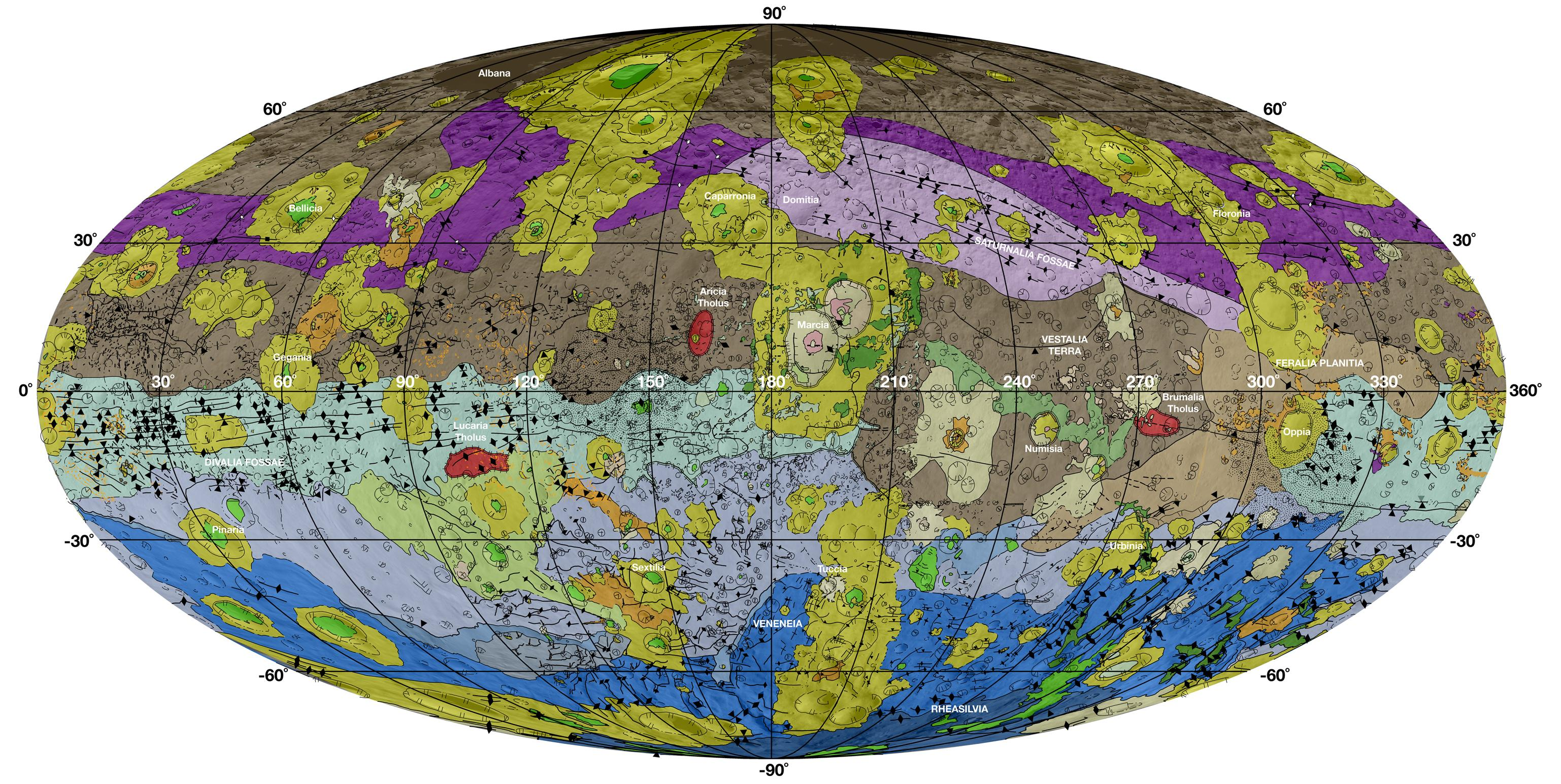
Geologische kaart van Vesta door de Dawn-sonde

## Verkenning

Vesta, gezien door Dawn

In 1981 stelde de ESA een missie voor, genaamd de Asteroidal Gravity Optical and Radar Analysis (AGORA). Dit ruimtevaartuig zou tussen 1990 en 1994 worden gelanceerd en zou langs een aantal grote planetoïden gaan om het oppervlak te verkennen. Vesta was het belangrijkste doel. Het plan werd uiteindelijk echter niet uitgevoerd.
NASA's ruimtesonde Dawn werd op 27 september 2007 gelanceerd en is de eerste sonde die Vesta bezocht. De ruimtesonde kwam op 16 juli 2011 in een baan om de planetoïde. Op dat moment was het zuidelijke deel van Vesta naar de Zon gericht, waardoor de grote krater op de zuidpool duidelijk zichtbaar was. Op 4 september 2012 vertrok de ruimtesonde weer en ging op weg naar de dwergplaneet Ceres, waar hij in maart 2015 arriveerde.